# The Killing of Sister George
The Killing of Sister George is een Amerikaanse dramafilm uit 1968 onder regie van Robert Aldrich.

## Verhaal
June Buckridge speelt al jaren de rol van een vrolijke ziekenzuster in een melodramatische tv-serie. Ze is bang dat haar personage uit de reeks zal worden geschrapt. Haar afhankelijke, kinderlijke vriendin Childie McNaught krijgt bovendien een relatie met een omroepbons.

## Rolverdeling
| Acteur          | Personage             |
| --------------- | --------------------- |
| Beryl Reid      | June Buckridge        |
| Susannah York   | Childie McNaught      |
| Coral Browne    | Mercy Croft           |
| Ronald Fraser   | Leo Lockhart          |
| Patricia Medina | Betty Thaxter         |
| Hugh Paddick    | Freddie               |
| Cyril Delevanti | Ted Baker             |
| Sivi Aberg      | Diana                 |
| William Beckley | Hoofd van de tv-ploeg |
| Elaine Church   | Marlene               |
| Brendan Dillon  | Bert Turner           |
| Mike Freeman    | Noel                  |
| Maggie Paige    | Meid                  |
| Jack Raine      | Adjunct-commissaris   |
| Dolly Taylor    | Theedame              |